# Abbaye Saint-Magloire de Léhon
 (mai 2021).
L'abbaye Saint-Magloire est un ancien monastère bénédictin situé dans l'ancienne commune de Léhon dans les Côtes-d'Armor en France.

## Historique
L'église, la sacristie et la porte de l'ancienne église située dans le cimetière ; le bâtiment à l'ouest affecté à l’école des filles ; le réfectoire et le bâtiment à l'est du cloître font l’objet d’un classement au titre des monuments historiques depuis le 30 septembre 1931. 
Ils étaient classés par liste de 1875.
L'abbaye, dédiée à saint Magloire, est un ancien monastère de moines bénédictins dont la fondation remonterait au IXe siècle et serait due à Nominoë. Dans les Miracles de Saint Magloire publié par Duchesne en 1641 et Mabillon en 1706, il est écrit que saint Sulin, Sulian ou Suliau, dit aujourd'hui saint Suliac, était disciple de saint Samson, évêque de Dol-de-Bretagne, tout comme le cousin de celui-ci : saint Magloire. Suliac avait un domaine dans l'île de Sercq sur laquelle saint Magloire avait construit un monastère. Saint Magloire de son côté avait une propriété sur le continent à proximité du monastère de Saint-Suliac. Ces deux saints firent un échange de terrains, avec une condition fixée par Magloire, stipulant que : « si après sa mort son corps était transporté sur le continent, chacun reprendrait son bien ». C'est ainsi que le monastère de Léhon revint aux moines de la communauté de Saint-Magloire. Dans ce texte, il est dit que les reliques de Magloire furent déplacées de Sercq à Léhon sous le règne de Nominoë, roi de Bretagne mort en 851. De cette période ne subsiste aucun vestige, le premier monastère ayant été construit en bois, dans le creux d'un vallon, avec au nord-ouest et au sud les collines de Lanvallay et la Rance reprenant vers le nord, et sous la protection du château à l'est, du côté de l'entrée du village.
Vers 910, les Vikings font leur apparition et les moines fuient à Paris en emportant les reliques de saint Magloire pour fonder une nouvelle abbaye Saint-Magloire dans la capitale, qui deviendra la maison mère après le retour de moines à Léhon. L'abbaye est pillée et détruite. De retour vers 1008, les moines vont reconstruire l'abbaye. Ils dépendent désormais de la maison mère de Paris et le monastère prend le titre de prieuré royal à son rattachement à Marmoutier. Des bâtiments de cette époque, rien ne subsiste.

### La légende
Elle dit que « six moines venus du Pays de Galles, s'installèrent sur les bords de la Rance, priant Dieu qu'un seigneur leur donne des terres pour pouvoir édifier un monastère. Nominoë venant à chasser dans les parages et dit aux moines qu'il consentait à leur donner les terres si ces derniers trouvent les reliques d'un Saint Breton. L'un d'eux Condan eut l'idée de dérober les reliques de saint Magloire enterré sur l'île de Sercq. Ils volèrent la dépouille du saint homme à la faveur de la nuit, avec la complicité du Ciel qui permit l'ouverture de la dalle recouvrant le tombeau. Sur le chemin du retour, fatigués ils s'arrêtent sous un pommier stérile à Pleudihen-sur-Rance. Saint Magloire fit son premier miracle ; au petit matin l'arbre donnait de beaux fruits rouges qu'avait bénits saint Magloire. Nominoë donna les terres et de l'argent et vint se recueillir sur les reliques du Saint. »

## À partir duXIIesiècle

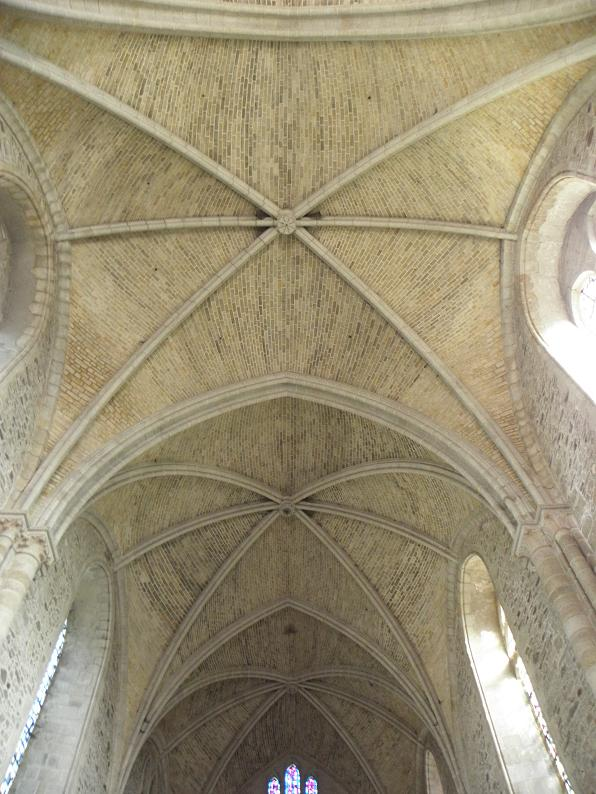
Voûtes hybrides, demi-gothique angevin, demi-gothique primitif.

L'abbaye fut reconstruite au cours de la fin du XIIe et au XIIIe siècle, par Pierre Mauclerc.
L'abbaye dépendait du diocèse de Saint-Malo et la paroisse était du ressort et de la subdélégation de Dinan. Les différentes appellations relevées sont : Leonensis en 870 dans le Cartulaire de Redon, Monachus Lehonensis en 895-924, Leun en 1079, Lehum en 1148, Beatæ Mariæ de Lehon en 1182, Lehonensis au XIIe siècle, Lehun en 1184 et Lehun apud Lehon en 1204, Lehon en 1223 et 1230, apud Lehonum en 1229, Lehonio en 1260, 1281, Prior de Lehonio en 1330.
Le roi des Francs : Philippe Ier, signe en 1093, une charte prononçant la soumission de l'abbaye Saint-Magloire à celle de l'abbaye de Marmoutier.
En 1168, Henri II, roi d'Angleterre assiège le château, brûle le cimetière le 25 juin 1168, mais épargne l'église et le prieuré, qui sera rasé en 1169 et reconstruit en 1170. En 1181, l'abbaye se place sous la tutelle de l'abbaye de Marmoutier, les titres sont conservés aux archives départementales des Côtes-d'Armor. Le jeune duc Geoffroy II de Bretagne donne en 1181, confirmation de l'accord conclu entre l'abbaye Saint-Magloire de Paris et le prieuré royal Saint-Magloire de Léhon.
En 1182, Albert, évêque de Saint-Malo, confirme les moines dans la possession de la chapelle de la Mare (capella de Mara), et la même année il ratifie la cession du monastère de Léhon à Marmoutier par l'abbé de Saint-Magloire de Paris. Alain de Bréhant, vicomte de Poudouvre, fait don, en 1184, de certaines dîmes à Saint-Magloire de Léhon. Les moines vendent leur droit de marché aux seigneurs de Dinan-Bécherel sans l'autorisation de l'évêque de Saint-Malo ; Pierre Giraud, évêque de Saint-Malo leur fait immédiatement un procès en 1187.
Alain de Dinan autorise les moines à prélever du bois dans sa forêt de Dinan, ce qui sera confirmé en 1209 par Juhel de Mayenne, époux de Gervaise de Dinan. Leur fille, Élisabeth (Isabeau), épousa avant 1218 Dreu de Mello dit le Jeune (croisé mort à Chypre le 8 janvier 1249) qui fit une aumône à l'abbaye en tant que seigneur de Dinan. L'abbaye augmente considérablement ses revenus au cours du XIIe et du XIIIe siècle, avec des possessions dans les diocèses de Saint-Malo, Dol, Saint-Brieuc, Tréguier, Saint-Pol, Avranches et même en Angleterre. En 1238, le prieur de Léhon signe un compromis avec Barthélemy Le Corbe, concernant les dommages que ce dernier a causés aux moines du prieuré
L'abbaye possède le droit de justice qu'elle ne se prive pas d'exercer. Devenu veuf, Henri II d'Avaugour se fait moine à l'abbaye de Léhon en 1278, lui faisant de nombreuses donations, parmi lesquelles l'île de la Comtesse sur la commune de Saint-Quay-Portrieux, ce qui ne l'empêche pas de gérer le Goëlo. Il meurt le 6 octobre 1281 et est inhumé à la chapelle des Cordeliers de Dinan.
Les premiers titres généraux qui nous sont parvenus datent de 1330-1369. Le duc de Lancastre, qui commande les troupes anglaises, assiège le château de Léhon et la ville de Dinan en 1359. De 1404 à 1408 le registre de transcription de contrats et de rentier concernant la paroisse de Plouër, ne comporte pas de date. En 1495, la Cour de Rennes rend un jugement en faveur des habitants de la paroisse de Léhon contre les prétentions du capitaine du château qui voulait les assujettir aux servitudes de guet.
En 1550, il est procédé à une réforme de l'abbaye. Les comptes du prieuré sont consignés pour la période de 1599 à 1600.
En août 1603, six religieux de Marmoutiers protestent contre le relâchement de la règle de saint Benoît. Quatre de ceux-ci obtiennent la permission de leur supérieur de s'installer à Léhon, que les anciens moines sont priés de quitter. En 1604, ils prennent possession des lieux et le père Noël Mars, vient les rejoindre. Dom Noël Mars est établi vicaire général pour la province de Bretagne. C'est la naissance de la Société de Bretagne dont les statuts sont homologués en 1605, et la réforme fait son chemin dans les monastères bretons. Dom Noël Mars meurt à 35 ans, le 31 janvier 1611 et dom Pierre Meneust lui succède comme vicaire-général de la Société de Bretagne. Son confesseur, dom François Stample, devient prieur claustral jusqu'en 1614, puis en 1615, prieur claustral de l'abbaye Notre-Dame du Tronchet.
L'abbaye continue à prospérer, recevant de nombreux novices, qui respectent les vœux de pauvreté et vivent dans l'austérité la plus complète, dépassant celles des autres communautés religieuses de l'époque, suivant la règle de saint Benoît. En 1622, les religieux tentent de faire reconnaître leur société comme une congrégation. Le roi Louis XIII donne son accord en 1625, mais le pape Urbain VIII oppose une fin de non recevoir. De 1621 à 1720 sont dressés et conservés les fermes des différentes parcelles, du pressoir du prieuré, des dîmes du blé, du lin, du chanvre, et des pois. Une série d'actes concernant les fermes du four banal et son déplacement en raison des risques d'incendie qu'il fait courir et des nuisances qu'il provoque et de sa réfection (1627-1786). En 1628, l'abbaye et la Société de Bretagne sont rattachées à la congrégation de Saint-Maur.
Le château de Léhon est vendu aux moines de l'abbaye en 1642, moyennant une redevance annuelle et seigneuriale de 10 livres tournois : « de ce qu'il pouvait y avoir de terres vagues et incultes au-dedans et au-dehors du vieil chastel de Léhon, contenant trois journaux seize cordes, à charge de conserver les murs et de ne pouvoir démolir les tours. »
Le roi Louis XIII donne en 1644 à Charles Bruslart, son conseiller ordinaire et seigneur de Léhon, les ruines du vieux château « consistant en huit tours sur l'enceinte, le donjon étant au milieu d'icelui… ». Ce dernier fait acte de donation des ruines du château au prieur et aux religieux du prieuré de Léhon par acte notarié au Chastenet de Paris la même année 1644 : « Par devant les notaires gardenottes du roi nostre sire en son chastenet de Paris soussignez fut présent messire Charles Bruslart, conseiller ordinaire du Roy en ses conseils, seigneur de Léhon, demeurant à Paris en son hostel seiz rue Dauphine, parroisse de Saint André des Artz, lequel volontairement a recogneu et confessé avoir donné et transporté aux prieur et religieux du prieuré de Léhon ce acceptant pour eux par Mre Charles Bruslart, abbé de l'abbaye de Lehon, conseiller et aumônier ordinaire du Roy, demeurant à Paris à Saint-Germain des Prez, rue du Colombier, pour ce présent, touttes et chacunes les démolitions qui proviendront du vieil chasteau de Léhon consistant en huit tours etc. desquelles démolitions don a esté faict par sa Majesté audit sieur de Léhon par brevet du 24 juillet dernier passé, signé Louis et plus bas Loménie et lettres patentes données à Paris au mois de décembre 1643 etc. Cette présente donation faicte à la charge de par lesdits prieur et religieux dudit prieuré de Léhon employer les matériaux de ladite démolition aux réparations nécessaires et plus utilles qui sont à faire au bastiment dudict prieuré… Faict et passé à Paris en l'hostel dudit seigneur de Léhon l'an 1644 le 14e jour de janvier et ont signé la minute des présentes avec les notaires ». Une partie des matériaux serviront à la réfection de l'abbaye. De 1654 à 1770 sont dressés une série d'actes et procès-verbaux sur l'état des moulins du prieuré, prisées et estimations des « tournants et ustancils », notes et éléments de procédure et marché pour la réfection de la chaussée de Broussac, convocations aux corvées de curage des biefs et aux charrois de « plastre, moulage nécessaire pour la confection des meules », et en 1673 sont répertoriés et classés les aveux, qui en droit féodal étaient des actes qu’un vassal était obligé de donner à son seigneur et par lequel il « avouait », c'est-à-dire reconnaissait tenir de lui un héritage.
Louis XV donne l'ordre de supprimer la mense prieurale en 1720. De 1703 à 1738 sont dressés le rentier du prieuré, que précède un catalogue des paroisses dans lesquelles s'étendent ses revenus, d'une liste de recteurs ou vicaires auxquels on paye la portion congrue, d'un état des charges ordinaires du prieur, d'une table alphabétique de tous les biens et revenus du prieuré. Deux plans non datés (XVIIIe siècle « de la rivière de Rance qui passe sous le pont de Léhon… pour faire moudre (les) moulins » du prieuré. Le sieur Lemoine, procureur au présidial de Rennes, ainsi que procureur fiscal des bénédictins de Léhon va garder entre ses mains différentes pièces de procédures, aveux et autres documents aujourd'hui conservés aux archives départementales d'Indre-et-Loire
Le prieuré est supprimé en 1767 et les six religieux restants doivent quitter les lieux. De 1772 à 1773, les procès-verbaux des réparations à effectuer au prieuré ainsi qu'à ses dépendances mentionnent des chapelles, clôtures, biefs et colombier.  De  1781 à 1786, Rimmonneau qui est  receveur et régisseur du prieuré de Léhon, écrit régulièrement à dom Marie, cellérier de l'abbaye de Marmoutier, sous les abbatiats d'Antoine Quinquet de 1778-1783, et celui d'Anne-Joseph Geffroy de Villebranche, de 1783-1788, concernant notamment les prétentions du recteur d'Évron-Beaumanoir, sur les dîmes novales « pour lesquelles il reçoit 200 livres de celui de Brusvily, qui vieux et goutteux, veut qu'on lui paye un curé quoiqu'il jouisse par transaction de toute sa dîme lui rapportant 1 500 livres; du meunier du moulin de la Madeleine, dont toutes les ruses pour ne pas payer, sont accrues par le désir d'abandonner ledit moulin ».
Il est vendu en 1792 pendant la Révolution comme bien national à un particulier du nom de Joseph Bullourde qui va habiter le monastère pendant trente ans, avant de le revendre à une famille anglaise. Il sera ensuite transformé en brasserie, puis en manufacture de toiles à voiles et en filature en 1854, qui fermera ses portes en 1886. Le 2 juin 1885 est bénie la première pierre des travaux de restauration de l'abbaye de Léhon. L'ancienne hôtellerie est transformée en salle de classe pour les jeunes filles jusqu'en 1959. Les héritiers de la famille de Joseph Bullourde acceptent d'offrir l'édifice à la mairie de Léhon qui fait restaurer l'ancienne abbatiale pour en faire la nouvelle église paroissiale de Léhon. Les bâtiments conventuels ne seront restaurés qu'à partir de 1956. Les monuments historiques interviendront sur les bâtiments entre 1987 et 1991.

## L'église abbatiale

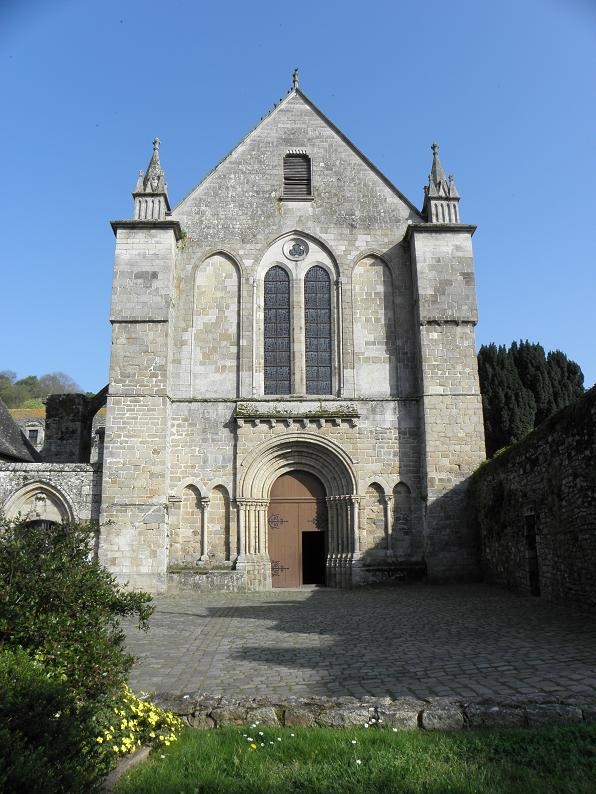
La façade occidentale de l'abbatiale.

L'église, ancienne abbatiale, est située au sud du cloître. Sa construction remonte autour de 1190-1210, peut-être sur les ruines de l'ancienne église. Elle présente une grande nef à vaisseau unique de plan rectangulaire, couverte de voûtes d'ogives bombées, datant du XIIIe siècle (voûtes refaites au XIXe siècle), elle se termine par le chevet.
L'église fut entièrement restaurée sous le ministère de l'abbé Fouéré-Macé, avec le concours des frères de l'ordre des Hospitaliers de Saint-Jean-de-Dieu. La première pierre de restauration a été bénite le 2 juin 1885, et l'église abbatiale est consacrée église paroissiale le 8 juillet 1897. Pour le centenaire de cet événement, une cérémonie religieuse fut célébrée par Mgr Lucien Fruchaud, évêque de Saint-Brieuc et Tréguier avec célébration de l'Eucharistie avec l'abbé Tronel, recteur de Léhon, avec la bénédiction de l'orgue.

### Extérieur de l'église

#### La façade occidentale et la nef
La façade extérieure est épaulée par deux contreforts corniers massifs couronnés de pinacles posés au XIXe siècle. Amortie en pignon triangulaire, elle possède deux registres superposés formés en triplets. Elle est flanquée au sud de deux contreforts recevant deux arcs surbaissés, accolés au mur qui se trouve ainsi doublé. La nef est épaulée par deux contreforts et arcs boutants appareillés situés dans le cloître au nord.

#### Le portail

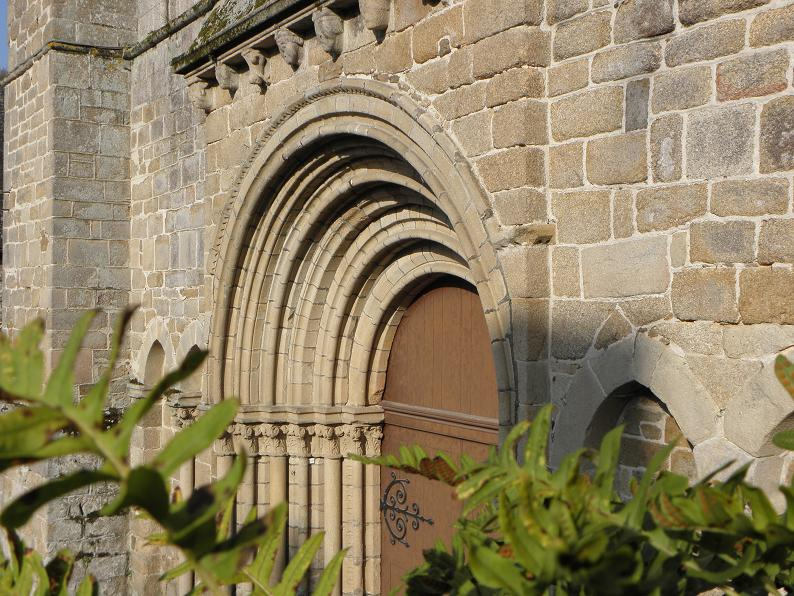
Sculptures du portail de l'abbatiale.

Il est orné de chapiteaux et cul-de-lampe sculptés. Un arc plein-cintre comportant de nombreuses voussures, reposant sur des piédroits formés de faisceaux à colonnettes, est percé en son centre, datant de la fin du XIIe siècle. Il s'ouvre à l'ouest dans un massif formant saillie sur le mur de façade que surmonte une corniche soutenue par huit modillons sculptés. Il est flanqué de chaque côté de deux arcatures géminées aveugles. De profil brisé, ces arcatures reposent au centre sur une colonne monolithe, qui est couronnée d'un chapiteau à motifs de végétaux. Le registre supérieur est composé d'une baie géminée qu'encadrent deux arcatures aveugles et brisées. On ignore le plan et l'aspect du chœur primitif. Un chapiteau sculpté de très grande dimension, pouvant être du XIIe siècle, est pris dans la maçonnerie du mur. Il est visible de l'extérieur sur le mur pignon.
Un escalier permet de descendre dans l'église dont le sol est situé en contrebas du parvis.

#### Le chevet
Celui-ci est plat, il fut restauré au XIVe ou XVe siècle. Ce mur pignon du chevet a été percé d'une grande baie en 1490. Ce mur droit du chevet possède deux contreforts corniers et un départ de contrefort au centre, amorti en larmier sous une moulure horizontale.

### Intérieur de l'église

#### Dimensions
- Longueur : 38 mètres.
- Largeur : 10 mètres.
- Hauteur sous clé de voûte : 28 mètres.

#### La nef

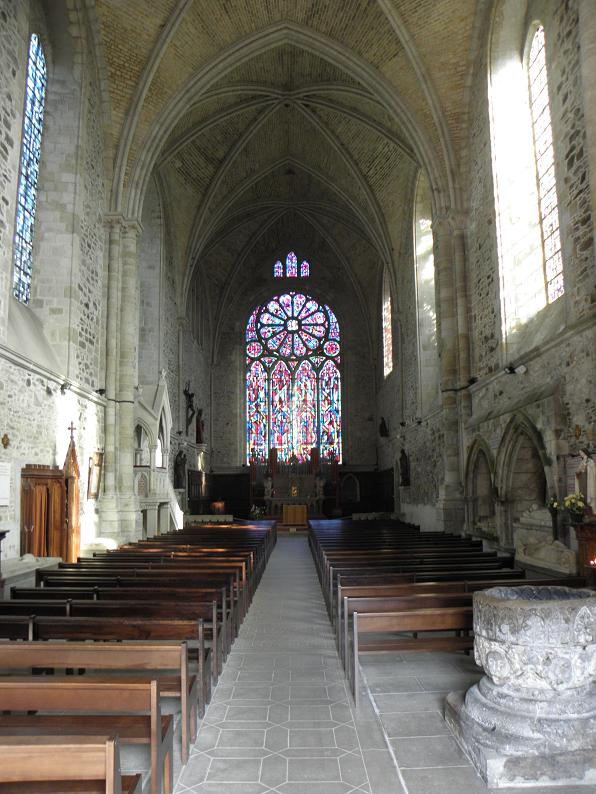
L'intérieur de l'abbatiale.

La nef est divisée en quatre travées de plan carré, dont des colonnes engagées dans les murs gouttereaux délimitent l'espace. Elle est couverte de voûtes bombées, André Mussat les assimile à des imitations de voûtes angevines dont la renommée s'étendait, aux XIIe et XIIIe siècles, jusque dans les marges armoricaines de l'espace Plantagenêt.
Deux baies vitrées en lancettes très hautes éclairent au nord et au sud, chaque travée.

#### Le chœur
Il est formé à l'est par la quatrième travée comportant des supports différents. Une porte permet d'accéder à la sacristie qui était auparavant la chapelle des Beaumanoir et qui date du XIVe ou XVe siècle. Il est orné de chapiteaux uniques, élancés et fins couronnant de fines colonnettes. Ces chapiteaux sont couverts de végétaux divers aux feuillages variés et donnent un aspect très naturel. Les culs-de-lampe sont sculptés. Des culots formés d'un dosseret où s'inscrit un visage grotesque sculpté supportent les colonnettes du chœur. L'un d'eux représente un visage joufflu, aux traits épais avec des mains ouvertes, les doigts fourchus semblant vouloir attraper une proie ou faire peur. Un autre plus fin est pourvu de grandes oreilles. Inclus dans le mur sud près de la sacristie se trouve un fragment de la pierre tombale de Noël Mars.

#### Les stalles
Les stalles longeant le mur nord du chœur sont en bois taillé et peint au nombre de huit, elles datent du XVIe siècle (classées aux monuments historiques).  Elles sont décorées de panneaux peints représentant des portraits de prélats fondateurs de communautés religieuses. Les stalles du mur sud du chœur datent du XIXe siècle.

#### La cuve baptismale

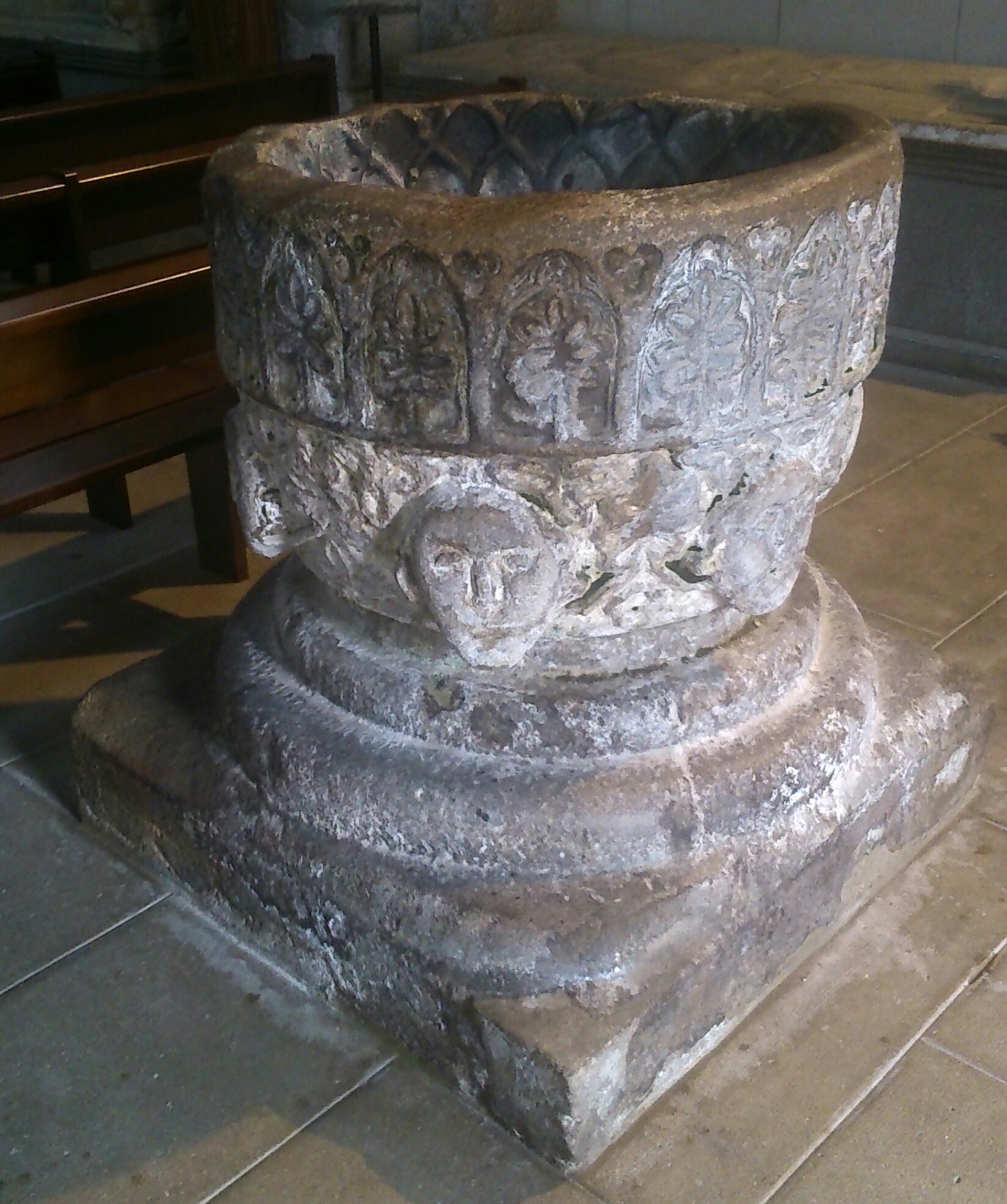
La cuve baptismale monolithe à l'entrée de l'église.

Au pied de l'escalier d'entrée est posée l'ancienne cuve baptismale monolithe de forme circulaire (XIIIe siècle) qui provient de l'ancienne église Notre-Dame de Léhon. Elle est ornée d'un décor d'arcatures sous lesquelles sont alternativement découpées une palme et une feuille de chêne. Une rangée de mascarons est située sous la frise, ils sont séparés par des feuilles de chêne ou de vigne. La profondeur de la cuve est de 80 cm et son diamètre de 110 cm, les bords étant très usés par le frottement des mains, mais aussi par les outils affûtés sur les bords pour les bénir. Classé aux monuments historiques, il sert aujourd'hui de bénitier.

#### Les gisants
Huit gisants sont conservés à l'intérieur de la nef. Quatre proviennent de la chapelle funéraire des Beaumanoir, transformée en sacristie à la fin du XIXe siècle.
- Gisant de femme (dernier quart du XIIIe siècle). Retrouvé brisé en plusieurs morceaux lors des travaux de restauration de la fin du XIXe siècle, ce beau gisant de femme, qui comprend des éléments inspirés du gisant d'Isabelle d’Angoulême à l'abbaye de Fontevraud, témoigne de l'influence anglaise sur les bords de Rance. Dalle en pierre de Caen à effigie, 215 × 57 cm[24].
- Gisant de femme (début du XVe siècle). Longtemps désigné comme l'image funéraire de Gervaise de Dinan (morte en 1238), ce gisant représente en réalité une femme non identifiée. Bien que mutilée et très mal restaurée à la fin du XIXe siècle, cette œuvre témoigne d'une grande finesse dans le traitement des drapés ainsi que dans la représentation des anges. Dalle en calcaire à effigie, 172 × 60 cm[25] ;

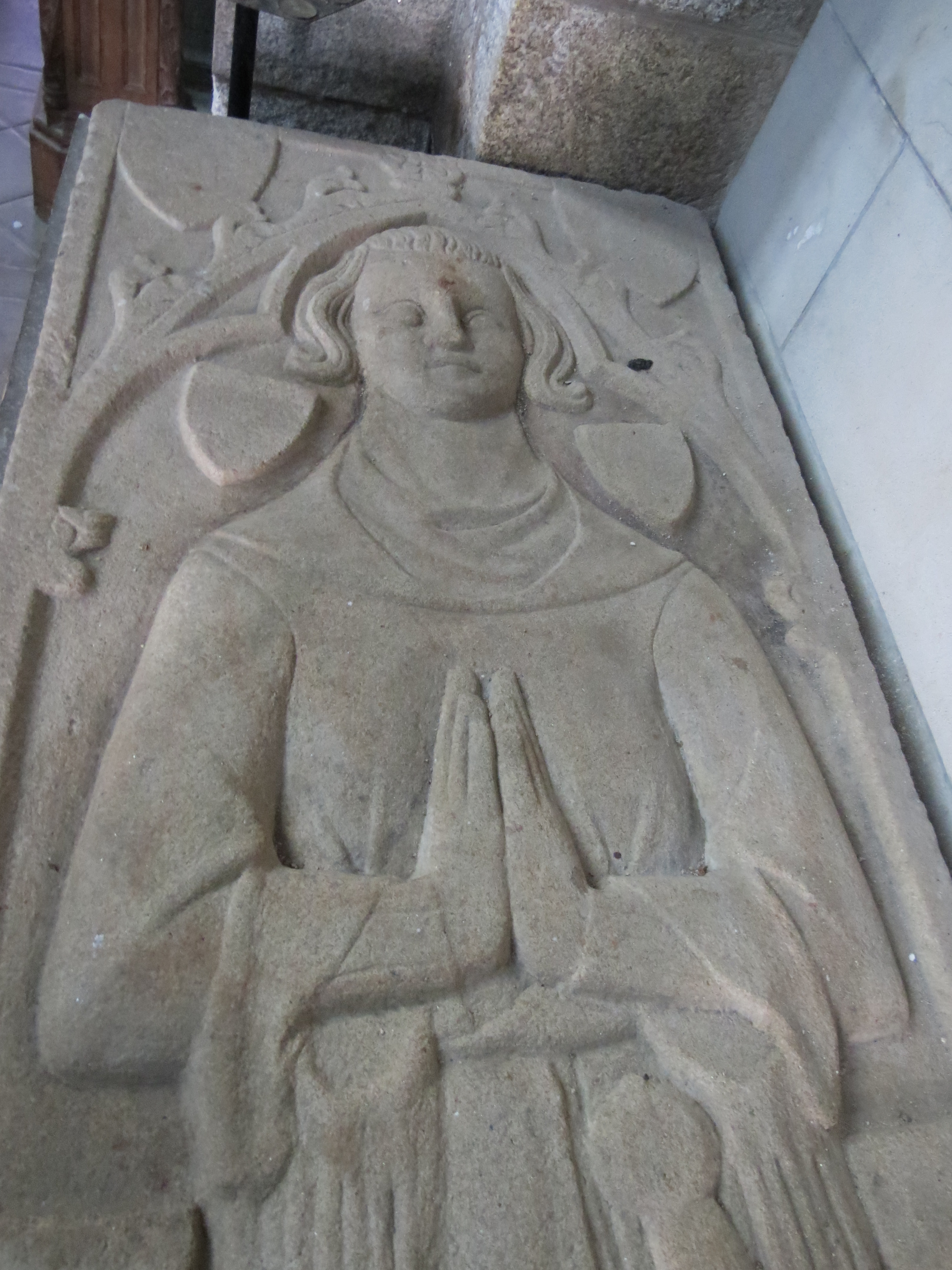
Détail du gisant de Jean IV de Beaumanoir à l'abbaye de Léhon.

- Jean IV de Beaumanoir (seconde moitié du XIVe siècle). Mort en 1366, Jean IV de Beaumanoir s'illustre surtout à l'occasion du combat des Trente. Taillé « à la cuvette », cette sculpture funéraire de qualité médiocre atteste d'une régression artistique qui s'explique par les difficultés financières que rencontre alors l'aristocratie bretonne, fragilisée par la guerre de Succession de Bretagne. Dalle en granit, 200 × 85 cm[26] ;
- Jean V de Beaumanoir (dernier tiers du XIVe siècle). Mort assassiné en 1385, Jean V de Beaumanoir est représenté au travers d'un gisant très fortement influencé par la statuaire anglaise de l'époque. Cette forme d'anglophilie est par ailleurs surprenante pour une famille qui est toujours restée très attachée au parti français. Dalle en granit à effigie, 258 × 84 cm[27].
- Robert de Beaumanoir (seconde moitié du XIVe siècle). Robert de Beaumanoir s'illustre aux côtés de Charles de Blois durant la guerre de Succession de Bretagne. Nommé Maréchal de Bretagne, il est fait prisonnier en 1347 lors de la bataille de la Roche-Derrien. Dalle en granit, 258 × 84 cm[28].
- Robert II de Beaumanoir (début du XVe siècle). Mort sans postérité en 1407, Robert II de Beaumanoir, maréchal de Bretagne, est représenté en armes. Depuis la fin du XIXe siècle, les fleurs qui ornent la ceinture ainsi que les courbes de la silhouette ont laissé penser qu'il s'agissait d'une femme — en l’occurrence Typhaine du Guesclin — mais des textes du XVIIe siècle ainsi qu'un examen attentif du visage, infirment cette hypothèse[29].
- Gisant de Raoullin Pollo (début du XVe siècle). Mort en 1416, Raoullin Pollo est issu d'une famille noble des environs de Redon. Personnage mal connu, il semble toutefois avoir fréquenté la cour des ducs Jean IV et de Jean V de Bretagne. En bordure du gisant, on peut lire cette inscription « CI GIST RAOULLIN POLLO DE REDON PERE DU PRIEUR DE CEANS QUI TRESPASSA LE XVIII JOUR DE NOVEMBRE LAN MIL IIII ET XVI DIEU LUI PARDONT AMEN ». Dalle en granit, 202 × 76 cm[30].
- Plate-tombe d'un prieur de Léhon (fin du XIIIe siècle). Le masque de plomb qui représentait initialement le visage ayant disparu, il est remplacé en 1898 par une tête de pierre assez grossièrement restituée. Dalle en granit, 219 × 86 cm[31].

Ces huit gisants ont été classés au titre des monuments historiques par arrêté en date du 12 juin 1976.

#### Les vitraux
La verrière a été réalisée entre 1260 et 1270, certainement dans l'atelier de Richard, verrier de Tours. Elle est composée de cinq panneaux en verre transparent représentant : la crucifixion, des angelots, saint Pierre, saint Paul, la Vierge avec l'Enfant et le donateur. Ces vitraux sont situés dans la sacristie (chapelle Beaumanoir), une partie d'entre eux a été restaurée en 2016 par l'entreprise Lumi-vitrail de Pontivy,,.

#### L'orgue

##### Historique
Cet orgue est connu depuis la fin de la Seconde Guerre mondiale car il fut d'abord installé dans un château de l’Ardèche, près d'Annonay. N'ayant pas l'utilité de cet instrument, la famille Luquet de Saint-Germain, les propriétaires l'offre à leur diocèse qui le fait installer au séminaire d'Aubenas. Il comporte alors un clavier et un pédalier. En 1952-1953, Athanase Dunand (1909-1998), facteur d'orgues de Villeurbanne — ancien ouvrier de l'usine Merklin & Cie —, ajoute un clavier, portant ainsi l'instrument à dix jeux sur deux claviers et pédalier pour le foyer de Charité de Châteauneuf-de-Galaure.
En 1983, le facteur d'orgue belge Thomas est amené à donner son avis sur l'état de l'instrument pour sa remise en état. L'électropneumatique étant irréparable, la maison Thomas utilise une partie des tuyaux pour construire un orgue à transmission mécanique. Les sommiers et tuyaux restants sont donnés à la manufacture Laval et Thivolle à La Motte-de-Galaure, le premier associé est un ancien de chez Dunand. En 1986-1987, l'orgue est installé dans la chapelle de Saint-Jean-de-Dieu du Croisic, les facteurs d'orgues Laval et Thivolle ayant réalisé la façade et le buffet. L'orgue à cette époque n'est pas complet et sert d'instrument pour accompagner les chants des pensionnaires.
À la fin de l'année 1996, l'orgue est installé dans l'abbaye Saint-Magloire de Léhon par les facteurs d'orgues Laval et Lemercier qui le complète en rajoutant des jeux, permettant de donner des concerts et d'accompagner la liturgie. Ces deux facteurs d'orgues ont rajouté des tuyaux fabriqués par Dunand et également par Merklin.

##### Composition
Grand Orgue (facteur d'orgues Dunand)
- Sommiers mécaniques à registres de 54 notes
- Moteur de notes électro-pneumatique
- Réservoirs à plis
- Tirage des jeux électro-pneumatique :

1. Principal 8P
2. Prestant 4P 8P
3. Doublette 2P jeu nouveau Merklin
4. Nazard 2 2/3P
5. Tierce 1 3/5 jeu nouveau Dunand
6. Larigot 1 1/3P  jeu nouveau Merklin

Récit expressif (facteur A. Dunand, provenance d'Aubenas)
- Sommiers électro-pneumatique de 58 notes
- Réservoirs avec plis
- Tirage des jeux électro-pneumatique :

1. Flûte 8P
2. Gambe 8P
3. Voix céleste 8P
4. Flûte 4P
5. Quarte 2P jeu nouveau Merklin
6. Trompette jeu nouveau Dunand

Pédale (facteur Dunand, provenance d'Aubenas)
- Sommiers électro-direct par extension

1. Soubasse 16P
2. Bourdon 8P
3. Flûte 4P

Console (fabrication Dunand)
- Deux claviers de 58 notes
- Un pédalier de 32 notes
- Tirasse grand-orgue
- Tirasse récit en 8
- Tirasse récit en 4
- Accouplement récit au grand-orgue en 16
- Récit sur grand-orgue en 4
- Récit sur récit en 16
- Récit sur récit en 8
- Récit sur récit en 4
- Double registration, pédale d'expression, pédale de crescendo

## Cloître et bâtiments conventuels

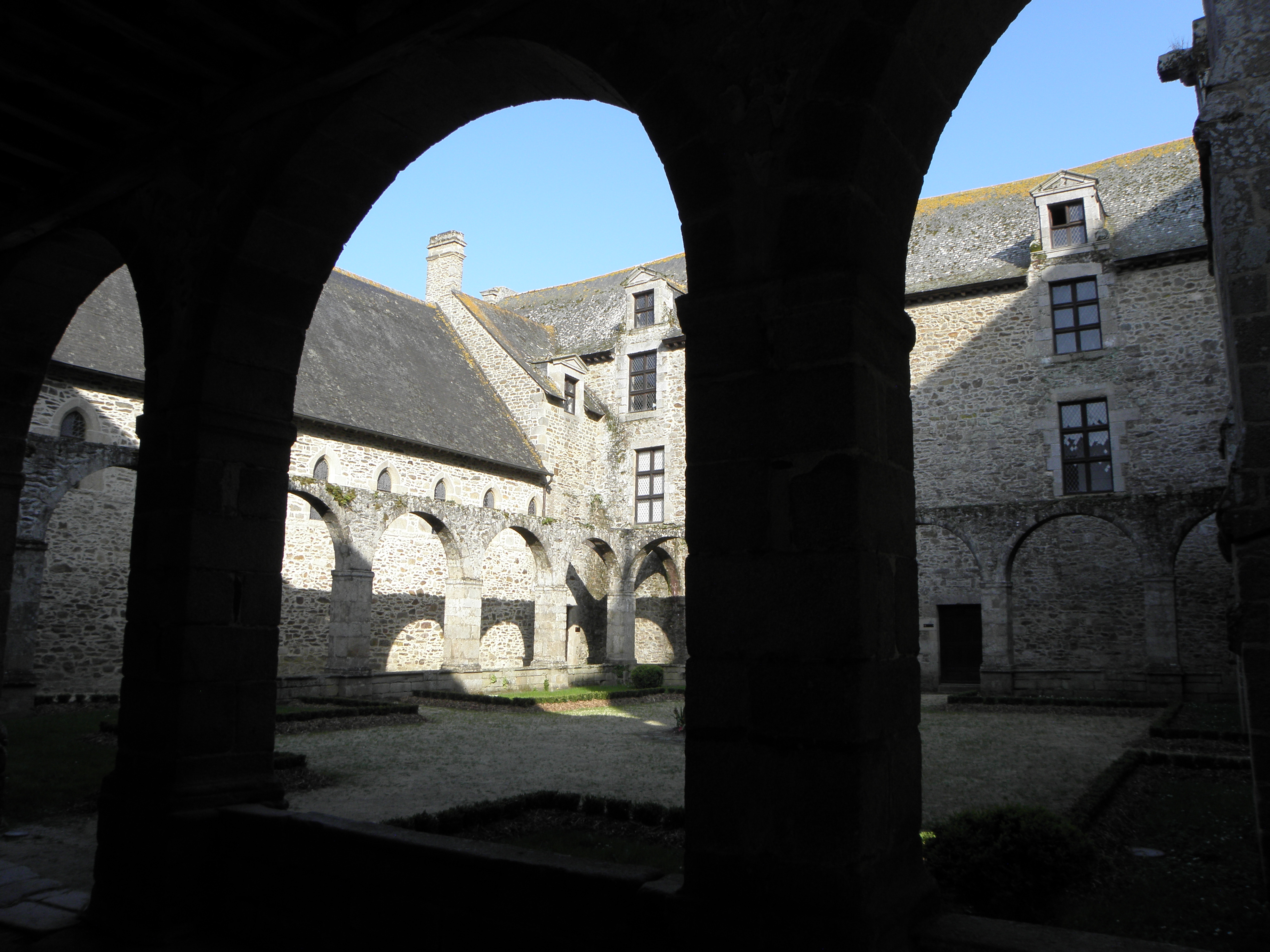
Le cloître de l'abbaye de Léhon.

### Le cloître
Autour du cloître, entièrement refait au XVIIe siècle par les mauristes, se trouvent les bâtiments conventuels : à l'est, les anciennes salles du chapitres et dortoirs aux étages, refaits eux aussi au XVIIe siècle. Ils abritent aujourd'hui l'accueil au rez-de-chaussée de l'abbaye, ainsi qu'un musée où sont notamment conservés les chapiteaux doubles du cloître primitif du XIIe siècle. À l'étage, une cellule de moine a été reconstituée et les grandes salles abritent régulièrement des expositions d'artistes. Au dernier niveau se trouvent les combles du XVIIe siècle conservant une exceptionnelle charpente en forme de carène de bateau.
Le cloître se trouve à l'emplacement de l'ancien d'époque romane. Il mesure 26,20 × 20,40 mètres. Les piliers sont carrés et reliés entre eux par des murets au niveau des soubassements moulurés. Les bâtiments d'anciennes dépendances du monastère disposés autour d'une première cour existent encore de nos jours. Côté est, les bâtiments réguliers sont disposés autour du cloître et les jardins s'étendent à l'est et au nord de ces bâtiments aux bords de la Rance. Le grand bâtiment conventuel est situé le long du cloître du côté de l'est. À son extrémité sud se trouve un escalier de pierre permettant de passer du chœur aux deux étages des dortoirs. Les salles du chapitre étaient situées au rez-de-chaussée de ce bâtiment, avec les salles de travail, la sacristie et un étroit couloir menant du cloître aux jardins.
À l'ouest se trouvent l'ancienne hôtellerie, l'infirmerie et la porterie. Plus loin sont situées les diverses dépendances : logis du meunier et pressoir du XVIIe siècle qui sont aujourd'hui des résidences privées, une partie étant occupée par la mairie. 

### Le réfectoire
Avec celui de l'abbaye de Beauport à Paimpol, ce sont les deux seuls réfectoires conservés en Bretagne de cette importance.
Au nord, l'abbaye conserve son réfectoire du premier quart du XIIIe siècle, dont ne reste de cette époque que les façades nord et sud. Il est entièrement ouvert sur son côté nord par cinq grandes arcades brisées, formées de baies jumelées à remplage trilobé, donnant sur les jardins en bord de Rance. Cette suite d'arcades est interrompue par la chaire du lecteur, constituée d'une claire-voie en avancée sur l'extérieur, entièrement ajourée, avec un escalier accédant à une tribune carrée, recouverte d'ogives dont les nervures retombent sur les fines colonnettes à chapiteaux. Cet ensemble devant dater du XIVe siècle. Le mur comporte des petits contreforts en glacis, délimitant les travées correspondant à la division de l'espace intérieur. Elles sont matérialisées par deux grandes arcades.
C'est une grande salle rectangulaire, spacieuse dont les dimensions originelles du XIIIe siècle, sont d'une longueur de 24 mètres sur une largeur de 8 mètres. Cette longueur se trouva réduite par la construction d'un mur de refend, les baies éclairant désormais la cage de l'escalier dont le mur de soutien conserve des traces de peintures murales très détériorées et datant probablement du XIIIe siècle. La pièce est couverte d'une voûte lambrissée que soutiennent des poutres massives. Le mur nord est épaulé de contreforts extérieurs amortis en glacis placés sous les entraits qui retenaient les sablières sur lesquelles reposaient les fermes de la charpente. Le sol fut rehaussé à son niveau actuel par les mauristes au XVIIe siècle pour éviter les inondations dues aux débordements de la Rance, ce qui fait que la porte d'entrée d'origine se trouve enterrée des deux tiers ; on peut en voir le linteau supérieur à l'ouest du mur sud dans le cloître. les portes d'entrée sont aujourd'hui situées à l'est et à l'ouest de la salle communiquant avec les autres parties des bâtiments conventuels.
La façade opposée au sud du cloître est faite d'un mur qui dans sa partie haute comporte huit baies de petites dimensions. Elles sont disposées par paire entre les poutres. Ce mur donnant sur le cloître pourrait remonter à la période romane.
Le réfectoire fut également modifié au cours du XVIIe siècle et a été l'objet de restaurations des monuments historiques entre 1987 et 1991. Il est un des rares témoins des réfectoires de cette période encore aussi bien conservé (grandes baies gothiques à remplages trilobés, chapiteaux aux motifs de feuilles du XIIIe siècle, peintures murales, aux tons ocre et des fleurs dans les embrasures des baies. Des éléments de pavage de l'ancien réfectoire furent retrouvés et ont servi dans une citerne du XVIIe siècle. La verrière du réfectoire est l'œuvre du maître verrier Gérard Lardeur en 1991.

### Les cuisines
Les anciennes cuisines ont été construites au XVIIe siècle) côté ouest de la salle, en rehaussant le sol de quelques marches, avec l'installation d'une cheminée et d'un potager. C'est de cette époque que date la condamnation de la porte d'entrée d'origine. Les moines réalisèrent un plancher sous la voûte du réfectoire afin de réaliser des dortoirs pour les novices. En dessous existaient les celliers, aujourd'hui comblés de terre, mais un accès a été mis au jour à partir des jardins, on y découvre des vestiges de la période romane et à l'ouest des traces des anciennes cuisines de l'époque médiévale.

### Les combles
Les combles au-dessus des dortoirs des moines servaient de réserves à la communauté. Ils sont éclairées par des lucarnes alternant des frontons cintrés et triangulaires de chaque côté des façades. La charpente est en bois en forme de carène de bateau renversée. Des séparations en bois délimitent en une suite de cellules, reproduisant celles des moines.

### Le trésor

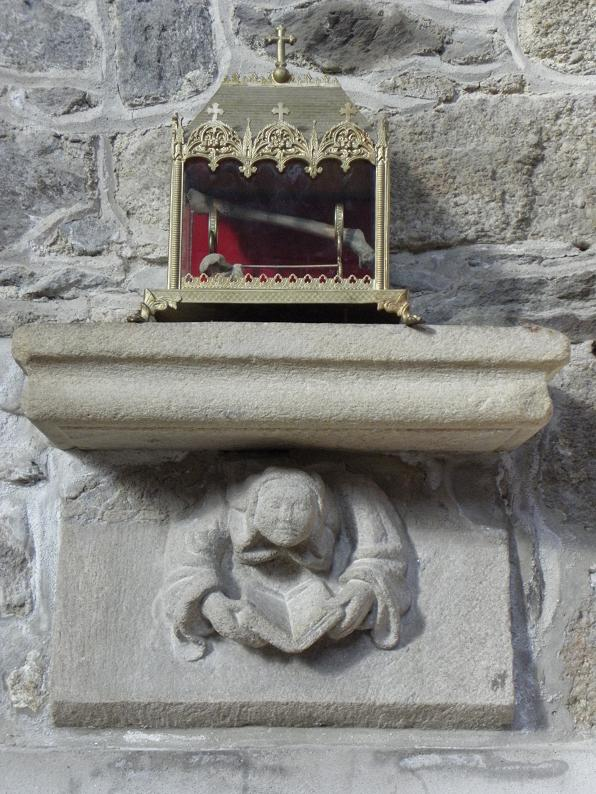
Le reliquaire de saint Magloire.

Le trésor de l'abbaye est composé d'un reliquaire contenant des ossements de saint Magloire, une statue en bois de Saint Magloire XIVe siècle (musée de l'abbaye), une chasuble en soie damassée à décor floral, ainsi qu'une étole, des manipules et le voile du calice assortis (XVIIIe siècle) ; hauteur 105 cm sur 63 cm de large, l'ensemble étant classé aux monuments historiques.

### Le presbytère
Il est abrité dans un bâtiment situé en retrait de l'ancienne église paroissiale (démolie en 1897), dont le portail d'entrée du XIe ou XIIe siècle sert pour pénétrer dans le jardin menant au presbytère (portail classé aux monuments historiques). Une entrée de remise est ornée d'un blason très effacé non attribuable au-dessus du porche. À côté de ce bâtiment se trouve une cour avec les traces d'une cheminée. Les lieux furent transformés en auberge au XIXe siècle, puis en crêperie et restaurant gastronomique. Cet établissement existe toujours sous l'enseigne de La Marmite de l'Abbaye.

## Fondations
- XIe siècle : prieuré Saint-Magloire de Châtelaudren.

## Propriétés et revenus
L'état des revenus et charges du monastère de Léhon dont les moines jouissaient suivant le traité du 16 juillet 1744, fait entre eux et les religieux de l'abbaye de Marmoutiers, à laquelle la manse prieurale du dit Léhon a été unie par décret du seigneur évêque de Saint-Malo le 1er décembre 1722 et dont les religieux de Marmoutiers jouissent provisoirement en conséquence des délibérations de deux derniers chapitres généraux, présente en 1777 l'état qui suit.
- Fermes des dîmes de Calorguen, Evran, Pleurtuit, Plévenon, Plouer, Quessoy, Le Quiou, Saint-Enogat, Saint-Judoce, Saint-Pôtan, Tréfumel, Saint-Juvat, Tréverien, Trévron, Yvignac, Corseul, Trélivan[38].
- La maison conventuelle, bâtiments, jardin ne donnent pas de revenu, ils servent à loger le receveur qui jouit du jardin, les moulins de Léhon avec les prés pourris affermés à Jullien Carillet, 850 livres.
- Les traits de la Gaudière, Perthou, Tegrit et Tréfumel, affermés au sieur Reslou, 1 550 livres.
- Le trait de Caharel, affermé à Jean Biffard, 500 livres.
- En 1181, l'ancienne église Notre-Dame de Léhon, détruite en 1897, fait partie des biens de l'abbaye.
- L'abbaye est possessionnée à Pleudihen
- Alain II de Dinan autorise les moines à prendre du bois dans sa forêt de Dinan, ce qui sera confirmé par Juhel de Mayenne, époux de Gervaise de Dinan en 1209.
- Droit du marché de Léhon, que les moines vendront en 1187 aux seigneurs de Dinan-Bécherel sans l'accord de l'évêque de Saint-Malo qui leur fera un procès.
- L'Ile de la Comtesse à Saint-Quay-Portrieux, offert par Henri II d'Avaugour lorsqu'il entre au monastère en 1278, le dénombrement de 1679 précise : « En la paroisse de St Qué évesché de Dol, ledit prieur commendataire possède son rocher situé sur le bord de la mer appelé vulgairement l'Isle de la Comtesse contenant deux à trois journaux de terre labourable ou environ, sur le haut du quel rocher y a quelques vestiges de batiements ruines, et au pied une pescherie et est deub audit prieur des rentes foncières à devoir de portage au grenier par luy assigné ou ses fermiers, par les cy après nommés…[39] »
- L'ancien prieuré Saint-David la Mare de Saint-Père-Marc-en-Poulet ou de la Mare-Normand, ou encore Mare-Normant, Mare-Coëtquen (détruit), qui relevait du prieuré de Léhon. En 1182, Albert, évêque de Saint-Malo confirme les moines de Léhon dans la possession de la Chapelle de La Mare. Sa chapelle sous le vocable de Saint-David-de-la-Mare est située à la Motte conserve les armes de François Pépin, prieur de 1706 à 1727[40]. Cette construction du XVIIe siècle abritait en 1727 une statue du roi David tenant sa harpe[41]. Il semble avoir été par la suite sous la dépendance de l'abbaye Notre-Dame du Tronchet[42].
- La métairie de Saint-Nicolas-des-Champs à Lanvallay, ferme et arpentage, acte du droit de dîme[43].
- Quessoy, liste des terres et des vassaux dépendant de la seigneurie de Saint-Queneuc (1730).
- Trélivan, fermes de la métairie de Quameur (1557-1739).
- Le trait de Fougeray, affermé au sieur Michel, 230 livres.
- Le trait de Léhon en Plesder, affermé au recteur de Plesder, 100 livres.
- Bailliage et dîme d'Equivy, au sieur de la Chapelle Gorju, 400 livres.
- La chapelle Trevinale en Trévérien, affermé au sieur recteur de Trévérien, 100 livres.
- Le trait des Bois en Trévérien, affermé à la Dame de Saint-Gille, 300 livres.
- Les dîmes de Saint-Qué, (Saint-Quay-Portrieux) et Plourhan, affermées au sieur Corbel de Vlnoro, 100 livres.
- Le moulin du pont au Mans, affermé à Louis Salmon : 26 boisseaux de froment à 6 livres le boisseau, 156 livres.
- Bénéfices de la cure de Saint-Judoce, dans le doyenné de Dol au prieur (à l'évêque en 1789).
- Bénéfices de la cure de Saint-Quay-Portrieux, dans le doyenné de Lanvollon, au prieur (à l'évêque en 1789).
- Bénéfices du prieuré de Bégard à Saint-Rion, dans le doyenné de Lanvollon, au prieur (à l'évêque en 1789).
- Dîmes de Trévron, affermées à Barthélémy Renault, 710 livres.
- Le trait des Vaux-en-Trévron affermé à Yves Auviel, 725 livres.
- Le trait de Bonabanlt affermé au sieur Solin de la Pirie, 480 livres.
- La dîme de Léhon à la Dame de Gennes, 550 livres.
- Bailliage et dîme de Saint Queneuc, affermé à René Gilbert, 250 livres.
- Dîme de Caragat, affermée au sieur Ozou des Verries, 450 livres.
- Dîme de Calorguen, affermée à Antoine Rose, 1 000 livres.
- Dîme d'Yvignac, (Evignac) affermée à Julien Picaulty, 320 livres.
- Dîme de Pleugneuc, affermée à René Ménard, 250 livres.
- La métairie de Saint-Nicolas et dîme de Lanvallay, affermée à François Rouxel, 1 500 livres.
- Le four banal affermé à François Beslay, 200 livres.
- Le vieux château de Léhon, affermé à Julien Carillet, 21 livres.
- La métairie de Cloamur et la dîme de Trélivan, affermée à la veuve Laurent Pigeay, 800 livres.
- Le trait du bourg d'Evran, affermé au recteur pour lui tenir lieu de son gros cy pour mémoire le greffe a moitié cy devant affermé[pas clair], 60 livres.
- Les prés réservés estimés, 120 livres.
- Le grand bailliage de Léhon, montant à 140 boisseaux de froment à 6 livres, 846 livres.
- Le bailliage de Trévron, montant à 83 bosseaux ; estimé à 498 livres.
- Le bailliage de Coamur montant à 22 boisseaux, 9 godets, estimé à 136 livres 10 sols.
- Le bailliage de La Ville Gromil, de 3 bosseaux 9 godets, estimé à 22 livres 10 sols.
- Les afféagements et rentes montant à 54 boisseaux de froment, estimés à 324 livres.
- Le bailliage de Saint-Juvat, montant à 22 boisseaux et demi, estimés à 177 livres.
- Sur la dîme de Brusvily est dû par le recteur, 22 bosseaux de seigle et 12 boisseaux de grosse avoine et un bosseau par Mlle Chevalier, le tout estimé à 85 livres 10 sols.
- Il est dû au monastère de Léhon par les sieurs Tregouet et Jean Dérieux 47 livres 6 sols 8 deniers de rente constituée.
- Les indemnité et petites rentes en argent montent à 105 livres 10 sols 9 deniers.
- Un petit jardin abandonné par le recteur de Léhon lors de son option de la nouvelle portion congrue et à lui laissé pour 6 livres.
- La dîme et fief de Dinard, affermés à Léon Girard, 160 livres.
- La dîme de Saint-Enogat aux sieurs Lechatet Duruble pour ce qui concerne Léhon, 5 livres.
- Bailliage et dîme de Saint-Gerand au sieur La Chapelle Gorju, 370 livres.
- La dîme de Plouer, affermée à Nicolas Macé, 300 livres.
- Le casuel en lots, ventes et aubaines de fief est estimé en année commune à 500 livres.

D'après le Traité 1744, dont les religieux de Marmoutiers jouissent provisoirement, le total de tout le revenu dont jouissent les religieux de Léhon est de 16 305 livres 5 sols et 5 deniers.
- Prieuré Saint-Valérien de Châteaudun : prise de possessions le octobre 1651 par Christophe de Radin, religieux de l'abbaye Saint-Magloire[44].

## Charges
Les décimes tant pour la manse prieurale que pour la manse conventuelle : 2887 livres 10 sols
- Portion congrue au recteur de Léhon : 500 livres
- On lui paie en outre pour l'acquit du service divin du prieuré : 300 livres
- Aux sieurs recteurs et curé de Lanvallay pour leurs portions congrues : 700 livres
- Aux sieurs recteurs et curé de Trévron pour leurs portions congrues : 700 livres
- Aux sieurs recteurs et curé de Calorguen pour leurs portions congrues : 700 livres
- Au sieurs recteurs et curé de Quiou pour supplément : 80 livres
- Aux sieurs recteurs et curé de Plouer pour contribution à leurs portions congrues : 83 livres 6 sols 6 deniers
- Au Domaine pour le vieux château de Léhon : 5 livres
- Pour le luminaire de Calorguen : 8 livres
- Pour les réparations année commune : 800 livres
- Au sieur Deponhaie pour une rente constituée : 500 livres
- À la Demoiselle Mitrie, pour une rente : 300 livres
- Au receveur pour le sol pour livre de la recette de 16305livres : 815 livres 5 sols

Total des charges : 8379 livres 1 sol 6 deniers. Il suit que le revenu excède la charge de 7926 livres 3 sols 11 deniers.

## Personnalités liées à l'abbaye
- Dom Noël Mars (1576-1610), religieux béatifié, inhumé à l'abbaye.
- Salvator, évêque d'Aleth (945-950) qui y trouve refuge au Xe siècle.

## Le musée de l'abbaye
Le musée a été entièrement refait en 2009. Le faux plafond a été enlevé, permettant ainsi la mise au jour de poutres. De même, la cheminée qui chauffait cette ancienne salle d'étude a été mise au jour. Les murs ont été recouverts d'un enduit à la chaux et au sable, pratique courante au XVIIe siècle.
Il a été choisi de redonner à la salle du musée son atmosphère d'antan et une place importante a été donnée aux livres. Parmi ceux-ci se trouvent quelques volumes anciens de la bibliothèque du monastère datant de 1713, et une somme théologique de 1607. L'ensemble des autres livres datent du XIXe siècle et sont des dons, notamment des frères de l'ordre de Saint Jean de Dieu. Est également conservée une collection d'anciens chapiteaux romans provenant du cloître de l'abbaye primitive. Y figure aussi une statue de saint Magloire (XIVe siècle). Sur les murs, une série de lithographies XIXe permettant de voir la situation de Léhon et du monastère.

## L'abbaye dans la culture
- Raoul de Navery, Le Trésor de l'Abbaye, 1876.
- Tess, 1979, de Roman Polanski, d’après le roman Tess d'Urberville de Thomas Hardy (1891) dans lequel l'héroïne lamenta le déclin inexorable de sa famille depuis des siècles en regardant les tombeaux de ses ancêtres, en effet, dans le film, les tombeaux de la famille de Beaumanoir.
- Les compagnons du Nouveau Monde, 1984, d'après le roman de Bernard Clavel.
- Le Gerfaut, 1987, d'après le roman de Juliette Benzoni aux Éditions de Trévise, série télévisée de Marion Sarraut, diffusée sur TF1 en 30 épisodes.
- L'Épervier, 2009, téléfilm diffusé en 2011 sur France Télévisions, adaptation de la bande dessinée de Patrice Pellerin.
- Une femme dans la Révolution, téléfilm réalisé par Jean-Daniel Verhaeghe, produit par Septembre production, 2013, diffusé sur FR3.

## Iconographie
- Léon Gaucherel (1816-1886), Abbaye Saint-Magloire de Léhon, 1843, dessin à la mine de plomb et lavis à l'encre brune, 34,5 × 23,8 cm, Paris, Bibliothèque nationale de France[53] ;
- Charles-Henri Michel (1817-1905), Abbaye Saint-Magloire, dessin, Péronne, musée Alfred-Danicourt. Dessin du peintre réfugié à Dinan pendant la période de 1870-1871 avec ses trois enfants. Au dos, l'esquisse du village de Léhon ;
- Yvonne Jean-Haffen, Paysage de l'Abbaye de Léhon, dessin, crayon gras sur papier, 32 × 25 cm, Dinan, Maison de la Grande Vigne[54] ;
- Th. Busnel, La rencontre du roi Nominoë et les ermites au IXe siècle[55] ;
- Anonyme, Ruines de l'Abbaye de Léhon, carte postale de 1917, Paris, musée national des Arts et Traditions populaires[56] ;
- Anonyme : L'ancienne église paroissiale et l'abbatiale en ruines, vers 1860, lithographie[57].
- Plans des bâtiments de l'abbaye conservés aux Archives départementales d'Indre-et-Loire : Archives ecclésiastiques antérieures à 1790: H.208 (liasse)  8 plans

#### Documents d'archive
- Paris, Bibliothèque nationale de France : ms, lat.6003, f.73v°, Chronique de Saint-Brieuc, fondation de l'abbaye de Léhon.
- Paris, bibliothèque de l'Arsenal : Ms latin 1032, Vitae de Saint Maglorii.
- Archives départementales des Côtes-d'Armor : 
  - Cahier no 61. Série A. Page 15, Déclaration de 1679 fournie aux commissaires de la réformation par Gabriel Joseph d'Estrades, prieur du prieuré de Saint-Magloire de Léhon ;
  - Cahier no 62. Série A. Page 32. Déclaration de 1682, fournie aux commissaires de la réformation par Gabriel Joseph d'Estrades, prieur de Saint-Magloire de Léhon ;
  - Cahier no 63. Série A. Page 7. Déclaration de 1673, fournie aux commissaires de la réformation par Jean d'Estrades prieur du Prieuré Saint-Magloire de Léhon.
  - Évêché de Saint-Brieuc  sous-série 1 G, B.684.
  - Sources externes H.418-420;
- Tours, Archives départementales d'Indre-et-Loire: archives ecclésiastiques antérieures à 1790 : H.280. - H.412.